# پوزه‌منقاری ابریشم
پوزه‌منقاری ابریشم (نام علمی: Sericipterus) نام یک سرده از تیره پوزه‌منقاران است.